# Franczeska Jarbusowa
Franczeska Alfredowna Jarbusowa (ros. Франче́ска Альфре́довна Я́рбусова; ur. 13 października 1942 roku) – radziecka scenograf filmów animowanych. Absolwentka WGIK. Żona reżysera filmów animowanych Jurija Norsztejna.

## Wybrana filmografia

### Scenografia
- 1979: Bajka bajek
- 1975: Jeżyk we mgle
- 1974: Czapla i żuraw
- 1973: Lisica i zając

## Nagrody
- Nagroda Państwowa ZSRR (1979)